# Selvík
Selvík er en lille bugt på sydsiden af Sørvágsfjørður. Det ligger omkring 1 km vest for bygden Sørvágur.
Fra 1902 til engang i 1920erne lå der en hvalstation med trankogeri i Selvík, bygget af norske hvalfangere. Nordmændene kom til Sørvágur i marts eller april 1902, de ankom med fragtskibet "Viking" og den norske hvalfangerbåd "Norddeble". Trankogeriet var alleree i gang i 1902. Senere byggede de et andet hvalfangerskib, som de døbte Selvík efter bugten, og de fangede hvaler med dette skib og bragte dem til hvalstationen i Selvík. der var andre hvalkogerier på Færøerne på denne tid. Mellem 1893 og 1905 blev der etableret syv hvalstationer på Færøerne. Disse var beliggende i Selvík, Lopra, Gjánoyri, Norðdepil, Funningsfjørður, Signabøur og Við Áir.